# Subdivision administrative des Maldives
Cette page contient des caractères et des mots thâna comme ހ ou ފ. En cas de problème, consultez l’article Thâna ou testez votre navigateur.
Cet article concerne les subdivisions administratives des Maldives nommées « atolls ». Pour les atolls au sens géographique, voir Atolls des Maldives.
Les subdivisions administratives des Maldives sont sur deux niveaux : sept provinces divisées en vingt divisions nommées « atoll » mais qui ne coïncident pas forcément avec l'entité géographique. Ainsi, une division peut être étendue sur une partie d'un atoll, sur plusieurs atolls ou bien sur un seul atoll, l'entité administrative se superposant à l'entité géographique dans ce dernier cas. À ces provinces et atolls, il faut rajouter Malé, la capitale, qui n'est incluse dans aucune province ni atoll.
Les atolls en tant que division administrative sont nommés d'après les lettres de l'alphabet divehi. Une lettre est donnée pour chaque atoll dont la prononciation détermine le nom.
| Lettre latine | Lettre divehi | Nom          | Atoll(s) et île(s)                                                       | Province      |
| ------------- | ------------- | ------------ | ------------------------------------------------------------------------ | ------------- |
| U             | އއ            | Alif Alif    | Atoll Ari, atoll Rasdu et Thoddoo                                        | Medhu-Uthuru  |
| I             | އދ            | Alif Dhaal   | Atoll Ari                                                                | Medhu-Uthuru  |
| F             | ބ             | Baa          | Atoll Goidhoo et atoll Maalhosmadulu Sud                                 | Uthuru        |
| M             | ދ             | Dhaalu       | Atoll Nilandhe Sud                                                       | Medhu         |
| L             | ފ             | Faafu        | Atoll Nilandhe Nord                                                      | Medhu         |
| P             | ގއ            | Gaafu Alif   | Atoll Huvadhu                                                            | Medhu-Dhekunu |
| Q             | ގދ            | Gaafu Dhaalu | Atoll Huvadhu                                                            | Medhu-Dhekunu |
| R             | ޏ             | Gnaviyani    | Fuvammulah                                                               | Dhekunu       |
| A             | ހއ            | Haa Alifu    | Atoll Ihavandippolhu et atoll Thilandhunmathi                            | Mathi-Uthuru  |
| B             | ހދ            | Haa Dhaalu   | Atoll Makunudhoo et atoll Thilandhunmathi                                | Mathi-Uthuru  |
| H             | ކ             | Kaafu        | Atoll Gaafaru, atoll Malé Nord (sauf Malé), atoll Malé Sud et Kaashidhoo | Medhu-Uthuru  |
| O             | ލ             | Laamu        | Atoll Hadhdhunmathi                                                      | Mathi-Dhekunu |
| G             | ޅ             | Lhaviyani    | Atoll Faadhippolhu                                                       | Uthuru        |
| K             | މ             | Meemu        | Atoll Mulaku                                                             | Medhu         |
| D             | ނ             | Noonu        | Atoll Miladummadulu                                                      | Uthuru        |
| E             | ރ             | Raa          | Atoll Maalhosmadulu Nord et atoll Alifushi                               | Uthuru        |
| S             | ސ             | Seenu        | Atoll Addu                                                               | Dhekunu       |
| C             | ށ             | Shaviyani    | Atoll Miladummadulu                                                      | Mathi-Uthuru  |
| N             | ތ             | Thaa         | Atoll Kolhumadulu                                                        | Mathi-Dhekunu |
| J             | ވ             | Vaavu        | Atoll Felidhu et récif Vattaru                                           | Medhu-Uthuru  |
| T             | މާލެ            | -            | Malé                                                                     | -             |